# بيثينيا
بِثِينِيَة أو بثينيا أو بيثينيا (باليونانية: Βιθυνία)‏ هي منطقة قديمة في شمال غرب آسيا الصغرى، وتجاور بحر مرمرة والبوسفور والبحر الأسود. وطبقا لسترابون فيحيط بالإقليم من الشرق نهر سانغاريوس (صقاريا)؛ لكن القسم المعروف عموما يمتد إلى نهر بارثينيوس (نهر بارتين)، الذي فصله عن إقليم بافلاغونيا، هكذا يشمل المنطقة التي سكنها شعب ماريانديني. في الغرب والجنوب الغربي فقد كان يفصله عن ميسيا نهر رينداكوس. وفي الجنوب جاورتها أقاليم فريجيا وإيبيكتيتوس وغلاطية.

## الجغرافيا
تشكل الجبال والغابات الجزء الأكبر من الإقليم، لكن الوديان والمناطق قرب الساحل تتمتع بتربة خصبة جداً. ومن أهم السلاسل الجبلية ما يدعى بجبال الأولمب الميسية (7600 قدم أو 2300 متر)، والتي تعلو فوق بورصة ومنظرها واضح جدا في إسطنبول على بعد 70 ميلا أو 113 كم. وتغطي الثلوج قمم الجبال في أيام كثيرة من السنة. وهذه السلسلة تمتد شرقا وتدعى الآن ألا داغ وتمتد لما يفوق 100 متر من سانغاريوس إلى بافلاغونيا. كلتا السلسلتين تتبعان حدود الجبال التي تحيط بهضبة آسيا الصغرى الكبيرة. أما المنطقة الواسعة التي تمتد نحو الغرب حتى شواطئ البسفور، ورغم أنها ذات مرتفعات ومغطاة بالغابات – ويسميها الأتراك أغاج دنيز (بالتركية: Ağaç Denizi)‏ أو «محيط الأشجار» - لا تعبرها أي سلسلة جبلية. والساحل الغربي يدخله بخليجين صغيرين عميقين، في أقصى الشمال يوجد خليج إزمت (كا يسمى قديما خليج أكاستوس)، ويخترق الأرض بين 40 و50 ميلا (بين 65 إلى 80 كم) إلى الداخل حتى إزمت (كانت تسمى قديما نيقوميديا)، ويفصله برزخ بعرض حوالي 25 ميلا (40 كم) فقط عن البحر الأسود؛ والآخر هو خليج مودانيا أو غيمليك (خليج كيوس)، بطول 25 ميل (40 كم). ويصل في حده الأقصى إلى بلدة غيمليك الصغيرة (وكانت تسمى قديما كيوس) في بداية الوادي الذي يتصل ببحيرة إزنيق، والذي يقع فيه موقع مدينة نيقية (إزنيق حاليا).
الأنهار الرئيسية في الإقليم هي سانغاريوس (الآن اسمه صقاريا)، الذي يعبر المحافظة من الجنوب إلى الشمال؛ ورينداكوس الذي يفصل الإقليم عن ميسيا؛ وبيلايوس (فيلياس)، الذي ينبع من ألا داغ، حوالي 50 ميلا (80 كم) من البحر، وبعد أن يمر بمدينة بولو (كانت تسمى قديما كلاوديوبوليس) فإنه يصب في البحر الأسود قرب آثار مدينة تيوم القديمة، حوالي 40 ميلا (65 كم) شمال شرق هرقلية البنطية (وهي الآن قره دنيز إرغلي)، ويمر مجراه أكثر من 100 ميل (160 كم). والبارثينيوس (الآن اسمه بارتين) وهو يشكل حد الإقليم نحو الشرق، هو جدول أقل في الأهمية من غيره.
الموارد الطبيعية من بيثينيا لم تكن متطورة بشكل كامل. غاباتها الواسعة كانت توفر إمدادا لا ينضب تقريباً من الخشب. الفحم أيضا يتواجد قرب هرقلية (إرغلي). تكثر الوديان قرب البحر الأسود بالأشجار المثمرة من كل نوع، بينما وادي سانغاريوس والسهول قرب بورصة وإزنيك (نيقية) خصبة ومزروعة بشكل جيد. اشتهرت مدينة بورصة منذ زمن طويل بالمزارع الواسعة لأشجار التوت وإمدادات الحرير، والذي ينتج هناك على نطاق واسع.

## التاريخ
طبقا للكتاب القدماء (هيرودوت وكسينوفون وسترابون وغيرهم) فقد كان البيثينيون من قبيلة تراقية مهاجرة. ووجود قبيلة تدعى ثيني في تراقيا مثبت في التاريخ، ويظهر أن القبيلتان القريبتان ثيني وبيثيني استقرتا في نفس الوقت في الأجزاء المجاورة في آسيا، حيث طردوا أو أخضعوا الميسيين والكاوكونيين وقبائل صغيرة أخرى، بينما بقي المارياندينيين وحدهم هم الذين أبقوا على أنفسهم في المنطقة الشمالية الشرقية. يذكر هيرودوتس قبائل ثيني وبيثيني بأنهم عاشوا جنبا إلى جنب؛ لكن في النهاية كان العنصر الأخير هو السائد، بما أنهم أعطوا اسمهم للبلاد. وقام كرويسوس بدمجهم مع أملاكه الليدية، وأصبحوا معه تحت سيادة بلاد فارس (546 ق م)، وتم إدخالهم في ساترابية فريجيا التي شملت كل المناطق حتى الهيليسبونت (الدردنيل) والبسفور.

### المملكة البيثينية
يظهر أن البيثينيين استقلوا بأنفسهم حتى قبل غزو الاسكندر الأكبر، وحافظوا على استقلالهم تحت حكم أميرين محليين هما باس وزيبويتيس، ونقل الأخير سلطته في النهاية إلى ابنه نيقوميدس الأول، وهو أول من أخذ لقب ملك. وأسس هذا الملك مدينة نيقوميديا والتي ازدهرت بسرعة في وقت قصير، وأثناء عهده (278 – 250 ق م)، بالإضافة إلى عهود خلفائه، بروسياس الأول، وبروسياس الثاني. ونيقوميدس الثاني (149 – 91 ق م)، كانت لمملكة بيثينيا مكانة كبيرة بين الممالك الصغيرة في آسيا. لكن الملك الأخير، نيقوميدس الثالث، لم يكن قادرا على مواجهة ميثراداتس السادس ملك البنطس، وبعد أن أعيد إلى عرشه من قبل مجلس الشيوخ الروماني، أورث مملكته بوصيته إلى الرومان (74 ق م).

### المقاطعة الرومانية

بيثينيا في العهد الروماني.

أصبحت بيثينيا بعدها مقاطعة رومانية. وتغيرت حدودها كثيرا، وتم توحيدها لأغراض إدارية مع محافظة البنطس. وكان هذا حال الأمور أثناء حكم تراجان، عندما تم تعيين بلينيوس الأصغر حاكما على المحافظات المشتركة (103 – 105 م)، وهو ظرف يدين له المؤرخون بالكثير للمعلومات الثمينة التي تتعلق بالإدارة الإقليمية الرومانية. وقسمت بيثينيا مجددا تحت حكم الإمبراطورية البيزنطية إلى محافظتين، حيث فصل بينهما نهر سانغاريوس، وإلى الغرب منه تم تحديد اسم بيثينيا.

## الحواضر
المدن الأكثر أهمية كانت نيقوميديا (إزميد) ونيقية (إزنيق)، اللتان اختلفتا مع بعضهما لحمل لقب العاصمة. وكلاهما تم تأسيسها بعد غزو الإسكندر الكبير؛ لكن في فترة سابقة بكثير أسس اليونانيون على الساحل مستعمرات كيوس (بعد ذلك أصبح اسمها بروسياس، والآن هي غيمليك)؛ وخلقدون (وهي الآن قاضي كوي) في مدخل البسفور، وهي تقابل القسطنطينية؛ وهرقلية البنطية على البحر الأسود حوالي 120 ميلا (190 كم) شرق البسفور. كل هذه المدن ازدهرت كأماكن للتجارة، وكذلك بروسا (بورصة) في أسفل جبل الأولمب.

## مواطنون معروفون
- كاسيوس ديو (القرن الثاني - القرن الثالث للميلاد) مؤرخ وسيناتور وقنصل روماني.